# Kareth
Nell'ebraismo, Kareth (ebr כרת) anche Karet, Kares, e altri varianti a seconda delle traslitterazioni in altre lingue) è una punizione divina per aver trasgredito la legge ebraica.
È la punizione per i crimini gravi che non sono stati puniti dalla giustizia di un tribunale umano. La sua natura non è chiara ma è comunemente intesa come morire giovani (prima dei 60 anni), morire senza figli o essere spiritualmente "tagliati fuori" (emarginati) dalla propria gente nel mondo a venire.
Kareth è applicabile solo quando la trasgressione è stata fatta deliberatamente e senza successivo pentimento (teshuvah). Quando la trasgressione è involontaria, allora viene espiata con un'offerta.

## Inosservanze punibili con Kareth
Esistono 36 inosservanze/trasgressioni punibili con kareth, come segue:
1. Non farsi circoncidere (Brit milà) (Libro della Genesi 17:14[4])
2. Mangiare cibo lievitato (chametz) durante la Pesach (Esodo 12:19[5])
3. Mangiare carne sacrificale in stato di impurità (tumah) (Levitico 7:20-21[6])[7]
4. Mangiare grasso non-kosher (cheilev) (Levitico 7:25[8])[7]
5. Mancare di portare al Tabernacolo animali macellati per il sacrificio  (Levitico 17:1-9[9])[7]
6. Mangiar sangue (Levitico 17:10-12[10])[7]
7. Mangiar sangue di animali uccisi con caccia (Levitico 17:14[11])[7]
8. Avere rapporti sessuali durante le mestruazioni (niddah) (Levitico 18:19,20:18[12])[7]
9. Abominio sessuale (Levitico 18:29[13])[7]
10. Mangiare carne sacrificale nel terzo giorno dopo il sacrificio (Levitico 19:8[14])[7]
11. Sacrificare un bambino a Moloch (Levitico 20:2-5)[15][7]
12. Consultare spiriti o fantasmi (Levitico 20:6[16])[7]
13. Incesto (Levitico 20:17[17])
14. Un kohen che si avvicina ad oggetti sacri in stato di impurità rituale (tumah) (Levitico 22:3[18])[7]
15. Mangiare durante lo Yom Kippur (Levitico 23:29[19])
16. Profanare lo Shabbat (Esodo 31:14[20])[21]